# Lasiopetalum quinquenervium
Lasiopetalum quinquenervium är en malvaväxtart som beskrevs av Porphir Kiril Nicolai Stepanowitsch Turczaninow. Lasiopetalum quinquenervium ingår i släktet Lasiopetalum och familjen malvaväxter. Inga underarter finns listade i Catalogue of Life.